# Sarah Purser
Sarah Purser (ur. 22 marca 1848 w Kingstown, zm. 7 sierpnia 1943 w Dublinie) – irlandzka malarka i projektantka witraży, założycielka pracowni witraży An Túr Gloine (1903), znana z witraży znajdujących się w licznych irlandzkich kościołach.

## Życiorys
Sarah Purser urodziła się jako jedno z jedenaściorga dzieci Benjamina Pursera i Anne Mallet. Była spokrewniona ze słynnym malarzem Frederikiem Williamem Burtonem. Kiedy jej ojciec po upadku prowadzonej przez siebie firmy wyemigrował do Ameryki, Sarah Purser przeniosła się wraz z matką do Dublina. Pod wpływem zainteresowania malarstwem zapisała się do Dublin School of Art (obecnie National College of Art & Design). W 1872 wystawiła kilka swoich prac w Royal Hibernian Academy (RHA). Później (1878–1879), wspomagana finansowo przez swoich braci, studiowała w Paryżu w Académie Julian. Tu zaprzyjaźniła się ze szwajcarską artystką Louise Breslau, francuską impresjonistką Berthe Morisot i rosyjską malarką Mariją Baszkircewą.

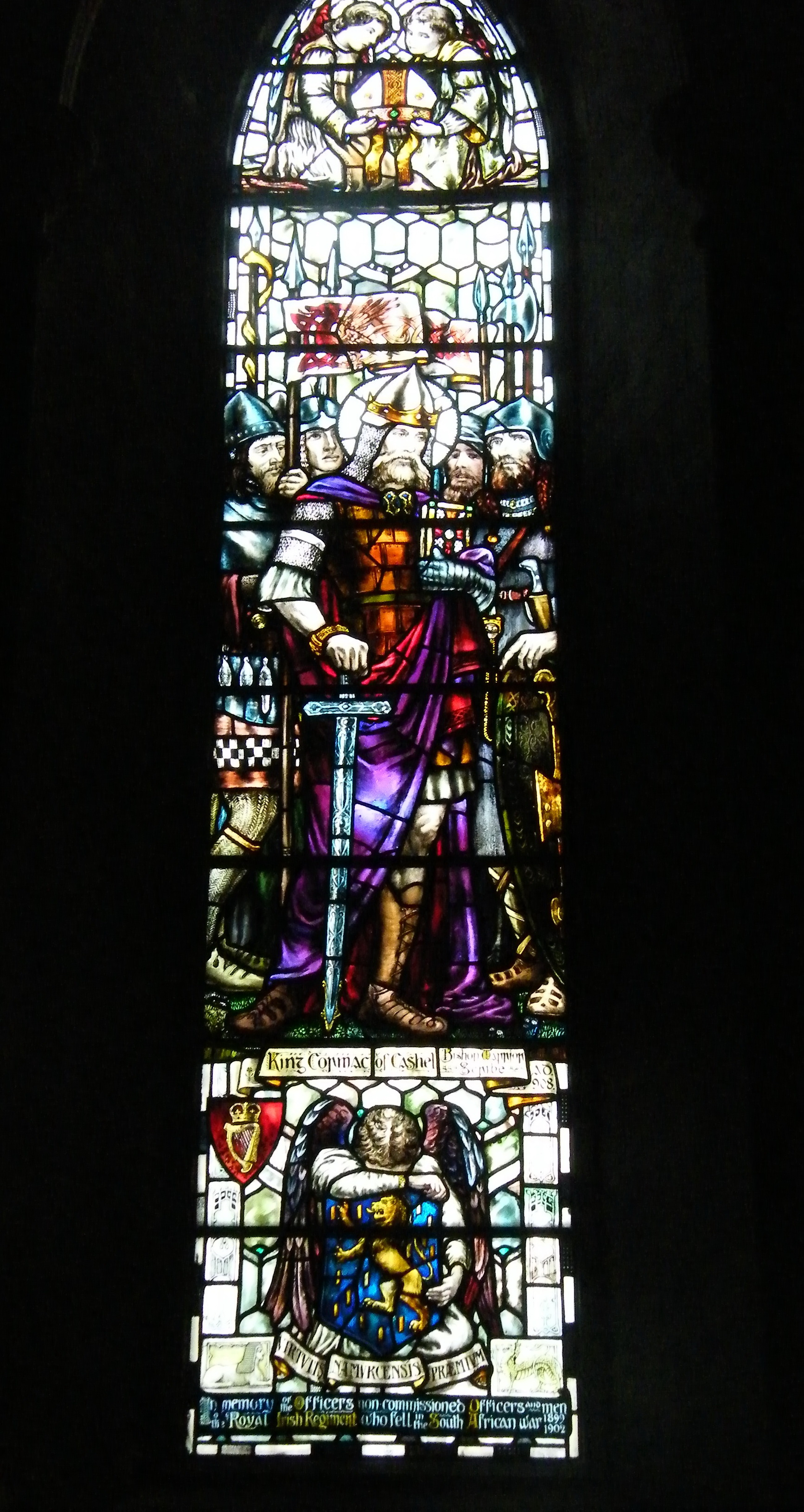
Jeden z witraży Sarah Purser, 1906, katedra św. Patryka w Dublinie

Około 1880 Sarah Purser powróciła do Dublina, gdzie rozpoczęła pracę jako portrecistka, otrzymując dużą liczbę zleceń portretowych. Pozowali jej m.in.: poeta William Butler Yeats, jego brat – artysta Jack Butler Yeats, aktorka i feministka Maud Gonne, poeta i działacz narodowy Roger Casement, polityk i dyplomata James McNeill, poeta Sir Samuel Ferguson, biskupi Belfastu, Clogher i Limerick, ekonomista i poeta John Kells Ingram i polityk Douglas Hyde. Jednak jej twórczość malarska nie ograniczała się tylko do malowania portretów. Uprawiała również malarstwo rodzajowe. Dwa namalowane przez nią w tym gatunku obrazy zaliczają się do najlepszych prac w jej dorobku: Irlandzka idylla (obecnie w Ulster Museum) i Le Petit Déjeuner (1881, obecnie w National Gallery of Ireland), do którego pozowała przyjaciółka artystki, francuska piosenkarka Maria Feller. Sarah Purser wystawiała w Irlandii, Londynie: w Royal Hibernian Academy, Irish Art Society w Dublinie, w Royal Academy, Grosvenor Gallery, Fine Art Society i New Gallery w Londynie. W 1886 założyła w Dublinie Dublin Art Club, a w 1890 została wybrana jako członek honorowy Royal Hibernian Academy. Przyczyniła się do założenia galerii Hugh Lane Municipal Gallery of Modern Art (obecnie Dublin City Gallery The Hugh Lane). W 1903 założyła pracownię witraży An Túr Gloine.
W 1924 założyła Friends of the National Collections of Ireland. Była zaangażowana w kampanię na rzecz powrotu obrazów Hugh Lane’a z Londynu do Dublina. Zabiegała o pozyskanie Charlemont House na siedzibę galerii Hugh Lane Municipal Gallery of Modern Art. W 1924 została, jako pierwsza kobieta, pełnoprawnym członkiem Royal Hibernian Academy.
Dużo podróżowała po Europie. Zmarła po krótkiej chorobie w 1943. Portrety Sarah Purser i inne jej prace znajdują się we wszystkich głównych irlandzkich zbiorach publicznych oraz w kolekcjach prywatnych na całym świecie.